# Three Lakes (Washington)
Three Lakes és una concentració de població designada pel cens dels Estats Units a l'estat de Washington. Segons el cens del 2000 tenia 2.492 habitants.

## Demografia
Segons el cens del 2000, Three Lakes tenia 2.492 habitants, 885 habitatges, i 700 famílies. La densitat de població era de 98,1 habitants per km².
Dels 885 habitatges en un 40,6% hi vivien nens de menys de 18 anys, en un 69,3% hi vivien parelles casades, en un 5,3% dones solteres, i en un 20,9% no eren unitats familiars. En el 14% dels habitatges hi vivien persones soles el 3,8% de les quals corresponia a persones de 65 anys o més que vivien soles. El nombre mitjà de persones vivint en cada habitatge era de 2,81 i el nombre mitjà de persones que vivien en cada família era de 3,14.
Per edats la població es repartia de la següent manera: un 27,4% tenia menys de 18 anys, un 6,9% entre 18 i 24, un 30,1% entre 25 i 44, un 28,3% de 45 a 60 i un 7,3% 65 anys o més.
L'edat mediana era de 39 anys. Per cada 100 dones de 18 o més anys hi havia 109,1 homes.
La renda mediana per habitatge era de 71.080 $ i la renda mediana per família de 73.824 $. Els homes tenien una renda mediana de 49.769 $ mentre que les dones 37.813 $. La renda per capita de la població era de 27.681 $. Aproximadament el 3,2% de les famílies i el 3% de la població estaven per davall del llindar de pobresa.

## Poblacions més properes
El següent diagrama mostra les poblacions més properes.